# 28. вечити дерби у фудбалу
28. вечити дерби у фудбалу је фудбалска утакмица одиграна у Београду 16. априла 1961. године, између Црвене звезде и Партизана. Утакмица се завршила резултатом 3 : 2 (2 : 0) за Црвену Звезду.